# Exocentrus similis
Exocentrus similis es una especie de escarabajo longicornio perteneciente al género Exocentrus, categorizada en la tribu Exocentrini, de la subfamilia Lamiinae.
Mide 4 mm de longitud. Especie cuenta con fémures con fina pubescencia de color amarillo grisáceo.

## Taxonomía
Se atribuye su descripción al entomólogo de origen austríaco Stephan von Breuning, quien la citó por primera vez en 1968.  La especie aparece registrada en la sección Nouveaux Cerambycidae Lamiinae des collections du Muséum de Paris del Bulletin de la Société Entomologique de France, 73: 225–232, publicada por Breuning Stephan en 1968.

## Distribución
Se distribuye por Oceanía, específicamente en Papúa Nueva Guinea.